# Bandera de Burundi
La bandera de Burundi está compuesta por una cruz de San Andrés de color blanco dividiendo la bandera en cuatro áreas, siendo la superior y la inferior de color rojo, y las laterales de color verde. En el centro de la bandera aparece un círculo blanco que contiene tres estrellas rojas perfiladas en verde, que simbolizan a los tres grupos étnicos mayoritarios de Burundi: los hutus, los twas y los tutsis. También simbolizan los tres elementos del lema nacional: unidad, trabajo y progreso.
Fue adoptada el 28 de junio de 1967, y se cambió la proporción original de la bandera, que era de 2:3, el 27 de septiembre de 1982, pasando a ser de 3:5.

## Banderas históricas

Bandera de Ruanda-Urundi en 1 de noviembre de 1922 al 1 de julio de 1962.
Bandera Real de Burundi (1959-1962).
Bandera del 1 de julio de 1962 al 28 de noviembre de 1966.
Bandera sólo del 28 de noviembre y 29 de noviembre de 1966.
Bandera de 29 de noviembre de 1966 al 28 de marzo de 1967.
Bandera de 28 de marzo de 1967 al 27 de septiembre de 1982.